# 御成橋 (荒川)

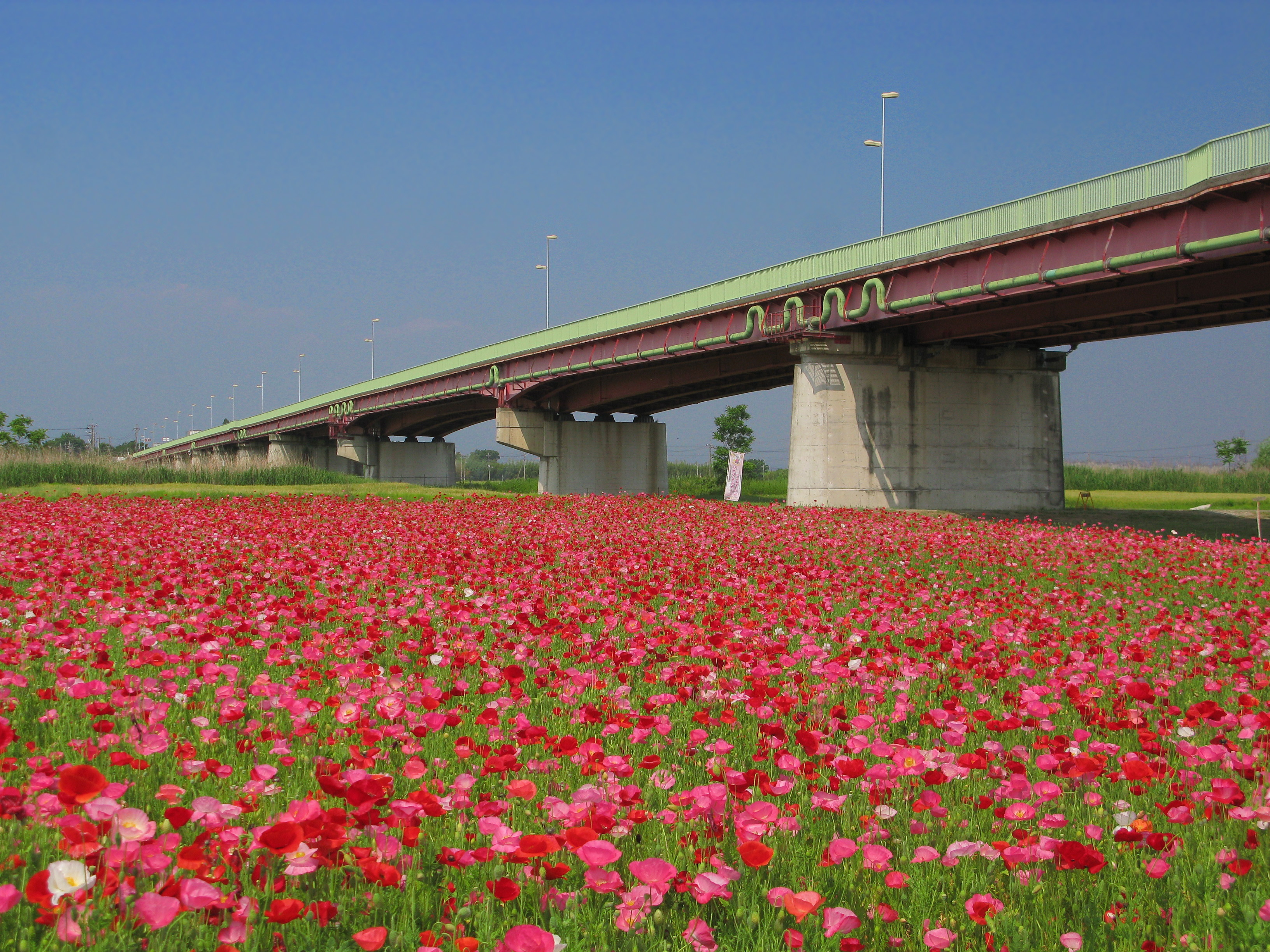
御成橋（2012年5月）

御成橋（おなりはし）は、埼玉県鴻巣市滝馬室の荒川に架かる埼玉県道27号東松山鴻巣線の道路橋である。すぐ上流側に鴻巣市道D-19号線 の滝馬室橋（たきまむろばし）がある。

## 概要
荒川河口から61.6 kmの地点（右岸側、左岸側は61.2 km。）に架かる 橋長804.8メートル、総幅員7.7メートル、有効幅員7.0メートル、最大支間長72.0メートルの18径間の単純鋼鈑桁橋（渡河部のみ3径間連続鋼鈑桁橋）の1等橋（TL-20）である。また、埼玉県の第一次緊急輸送道路に指定されている。橋面は2パーセントの横断勾配が付けられている。右岸側は堤防から河川に向かって設けられた、延長1.7 kmにも及ぶ荒川横堤の東吉見第2横堤 に接続されている。また、左岸側は大宮台地の縁になっていて堤防がない。歩道は始めは設置されていなかったが、交通量の増大により下流側に密接するように設置されている。400メートル上流側に冠水橋である滝馬室橋（滝馬室冠水橋）が、800メートル下流には同じく冠水橋である原馬室橋（原馬宮冠水橋）が架かる。名前の由来は御成りの渡しにちなみ、その御成とは徳川家康が当地へたびたび遊猟（鷹狩）に訪れ、荒川を渡る際に渡船場に臨時に設けられた舟橋に付けられた名前に因む。近傍にある鴻巣宿に徳川家ゆかりの寺院である勝願寺もある。
東武バスウエストの川越03系統（免許センター - 川越駅）路線を始めとした路線バスの走行経路である。吉見町寄りのバス停は「御成河岸」が最寄り。橋の高架下は彩の国クールスポット100選に選ばれている。

## 歴史

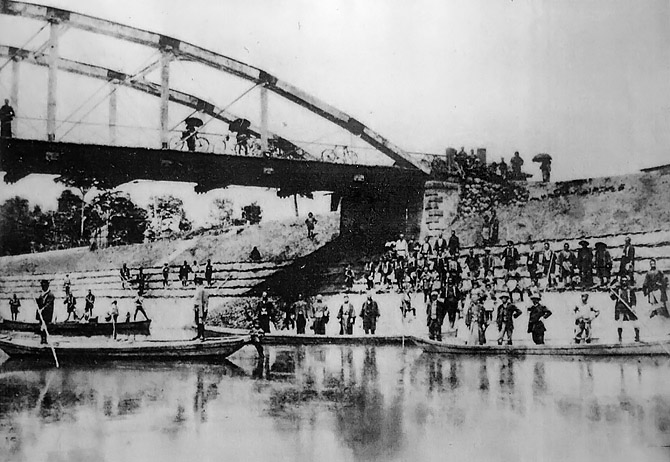
御成河岸と木造拱橋の旧御成橋（大正初期）

現在の御成橋の開通式典。

御成橋が開通する以前は、 御成河岸の渡とばれる渡船二艘を有する官設の渡船であった。渡船は現在の河道の場所とは異なり、滝馬室地区の旧河道上（現在の旧荒川）に設けられた。渡船場には河岸場も設けられた。河岸場の周囲には様々な店が建ち並ぶなど賑わいをみせ、「御成銀座」と呼ばれていた。現在でも滝馬室地区にはかつて河岸場があったことを示す御成河岸という名前の小字が残り、県道には同名の停留所が存在する。その停留所付近には横堤に沿って集落があり、すぐそばの稲荷神社には旧御成橋の親柱が保存されている。また、荒川の河川改修は1918年（大正7年）に着手され、1935年（昭和10年）に完成した。直線化で取り残された荒川の旧河道は以降、旧荒川となる。
現在の橋は1962年（昭和37年）7月15日着工、1965年（昭和40年）竣工され、10月13日10時より栗原浩県知事や国会・県会議員のほか地元関係者らが多数出席する中、開通式典が挙行され、お祓い・玉串奉奠などの神事が執り行われたあとテープカットされ、鴻巣市長や県知事を先頭に三組の三代夫婦による渡り初めが行なわれた。橋の工費は3億8000万円であった。親柱は桜御影石製で、橋名板は当時の市長（飯山芳太郎）による揮毫である。鴻巣東小学校の講堂にて竣工祝賀会も同時開催され、橋の開通を祝った。
- 1890年（明治23年）4月25日 - 木桁橋として開通。橋長45.5メートル（内34.5メートルは舟橋）[24]。
- 1894年（明治27年） - 木造冠水橋に改造[24]。
- 1905年（明治38年） - 木造吊り橋（下路式拱橋）に架け替え[17][注釈 2]。自動車の通行も可能であった。
- 1914年（大正3年） - 鴻巣 - 松山間を結ぶ路線バスが開通する[15]。
- 1918年（大正7年[15]） - 橋桁の老朽化により落橋事故を起こす[25][26]。木橋に架け換えられた[17]。その後、荒川の河川改修に伴い撤去され、新流路上で現在の滝馬室橋が架かる場所に、新たに冠水橋の御成橋が移設された[27][26]。右岸側取付道路も河川改修の際に築造された横堤上に付け替えられたため、クランク状の線形となっている。
- 1962年（昭和37年）7月15日 - 現在の橋の工事に着手[22]。
- 1965年（昭和40年）
  - 9月 - 台風17号による洪水で橋が流失した[26]。橋は復旧されず[28]、以降この場所に橋がない状態が1972年まで続いた。
  - 10月13日 - 今までの橋の川下側の位置に現在の橋に架け替え[12][29]。開通当初の幅員7メートル[22]。後の1975年（昭和50年）初頭までに[30]下流側に3メートル拡幅（幅員10メートル[5]）して歩道が設置され、その取り付け道路も右岸側横堤上に整備[注釈 3]、親柱も橋の拡幅に合わせて南側に移設されている。
- 1972年（昭和47年）4月25日 - 流失していた御成橋の旧橋が滝馬室橋と名を変え、総工費880万円を以って復旧、竣工式が挙行された。3組の家族による渡り初めも行われた[32]。下部工は鋼管製だが、橋桁は木製である。
- 2001年（平成13年）9月 - 台風15号による洪水により、滝馬室橋が流失した。
- 2002年（平成14年）6月13日 - 滝馬室橋が原馬室橋とともに復旧[33]、下部工は鋼管製だが、橋桁はコンクリート桁に変更された。鋼管パイプ製の流木除けも上流側に新たに設置された。設計は東京建設コンサルタントが担当した[34]。
- 2008年（平成20年）3月22日 - 川幅日本一を示す標柱（サインポール）を橋の東詰に設置。

## 周辺

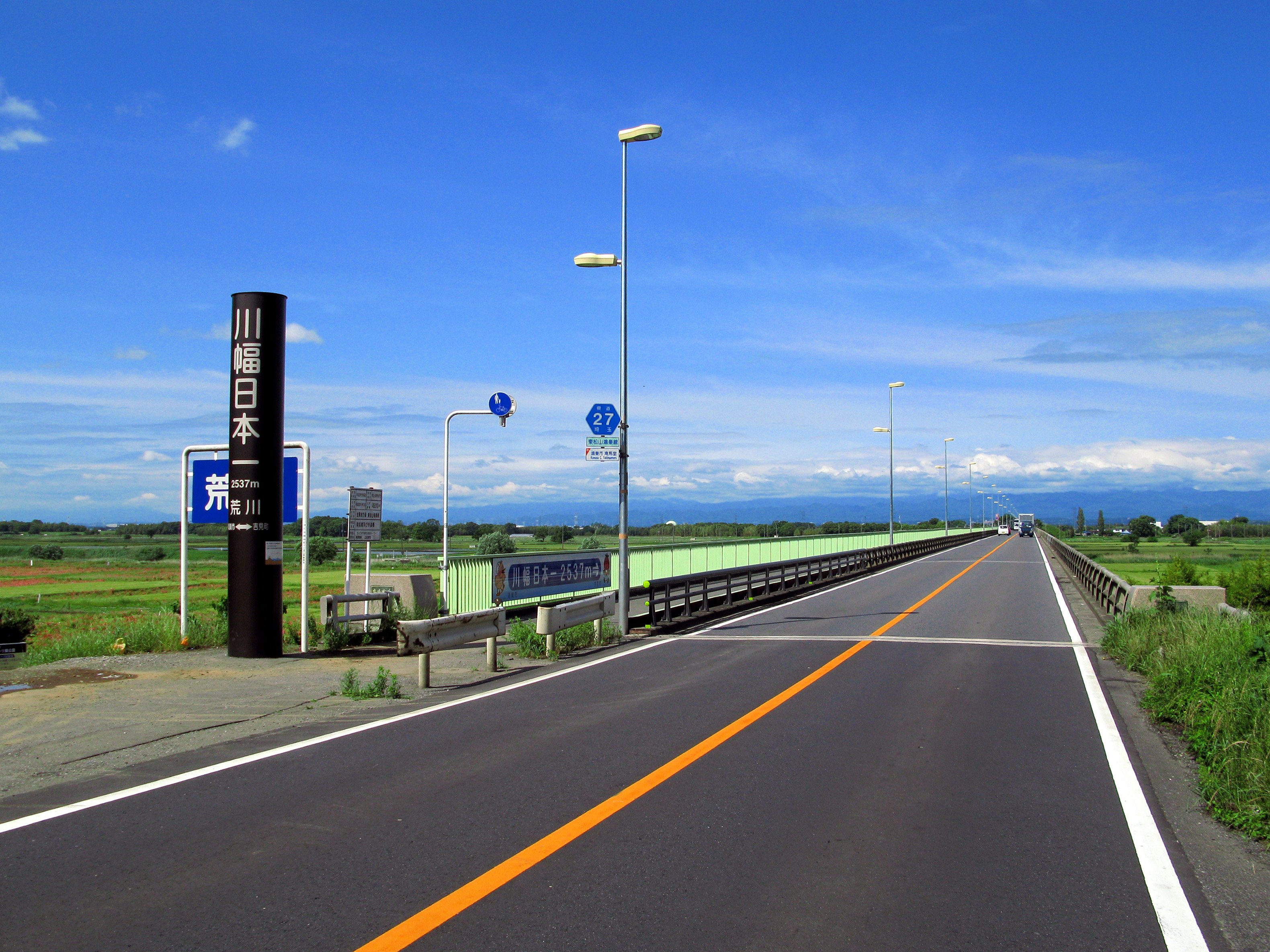
御成橋と川幅日本一を示す標柱。

この辺りの荒川では鮒や鯉が釣れる。1979年に御成橋付近で実施された魚類捕獲調査ではウグイが優占し、1985年の調査ではゲンゴロウブナとオイカワが多数を占めた。
他に両年にまたがって多く捕獲されたのはニゴイであった。橋のある場所は1969年（昭和44年）度より埼玉県が水質測定を行う地点のひとつに加えられている。
御成橋付近（御成橋から630メートル上流の地点）の荒川の川幅は2,537メートルと川幅として日本一広い。河川敷は右岸側に広くとられている。この付近の河川敷は遊水地としても機能している。その広い河川敷を活用した水田などの農地が広がる。橋周辺の河川敷にはイノシシも生息している。また毎年春には御成橋から原馬室橋までの左岸河川敷では休耕田を活用したポピーハッピースクエア や麦なでしこまつり（アグロステンマの花畑）が開催され、開花期は行楽客で賑わう。2008年（平成20年）3月22日に川幅日本一を示す標柱（サインポール）が鴻巣側は橋詰に、吉見側は右岸堤防に設置され、3月26日にその除幕式典が挙行された。
- 旧荒川 - 荒川の旧流路。所在地から明秋湖とも呼ばれている[42]。
- 吉見浄水場
- さくら堤公園 - 約1.8 kmに及ぶ桜堤（荒川の旧堤防）
- 常勝寺
- 稲荷神社 - 旧御成橋の遺構が保存されている[19]。
- 鴻巣市立馬室小学校
- 埼玉県道155号さいたま武蔵丘陵森林公園自転車道線（荒川サイクリングロード）
- 県央ふれあいんぐロード - サイクリングロード[43]

## その他
- 御成橋は埼玉県のぐるっと埼玉サイクルネットワーク構想に基づき策定された「自転車みどころスポットを巡るルート」の「荒川探訪ルート」の経路に指定されている[44]。

## 風景

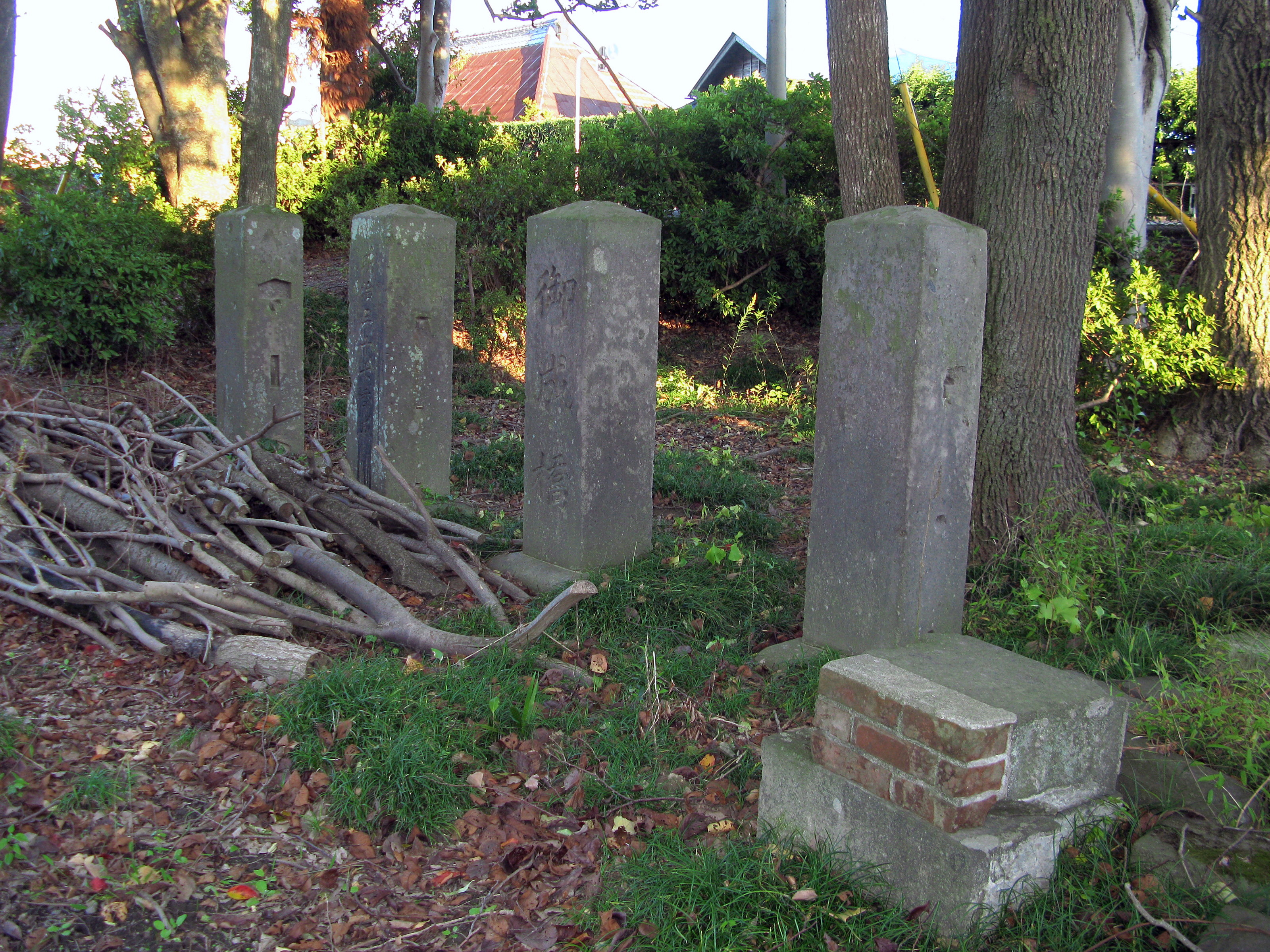
旧御成橋の親柱。
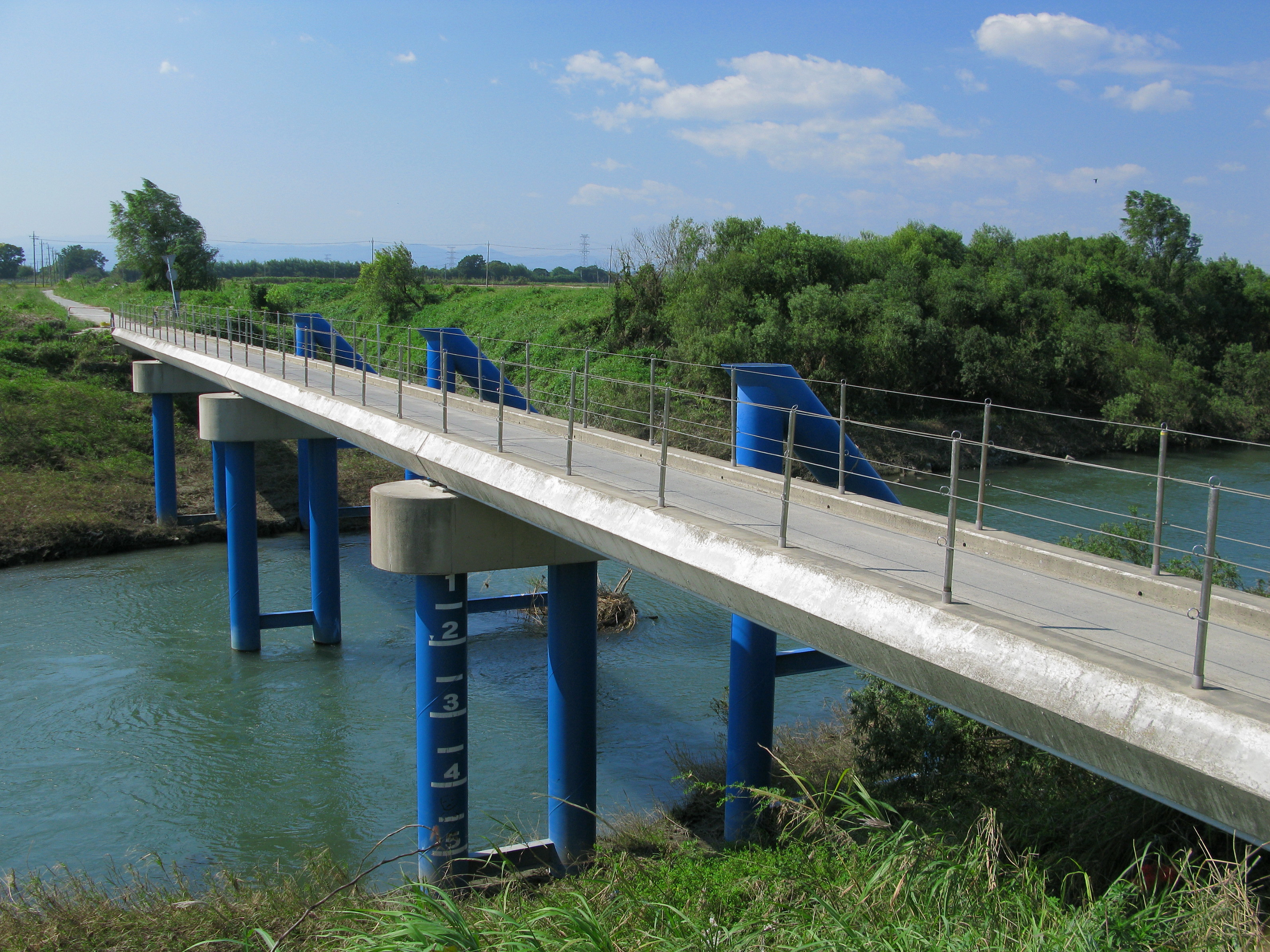
滝馬室橋（2011年）

## 隣の橋
- 荒川

（上流） - 糠田橋 - 滝馬室橋 - 御成橋 - 原馬室橋 - 高尾橋 - （下流）